# 阴唇整型术
阴唇整型术，是指改变阴唇外形的整形手术。阴唇的大小、外形、颜色因人而异，而且有可能因为分娩、年龄增长等原因而发生变化。阴唇整形术针对的手术对象包括阴唇先天性缺陷和畸形，以及分娩、年龄增长等因素导致的撕裂或拉伤。在进行男变女性别重置手术时，阴道成形术会与阴唇整形术一起完成。